# Setge de París (1871)
El Setge de París va ser una batalla de la Guerra Franco-Prussiana que va durar des del 19 de setembre de 1870 fins al 28 de gener de 1871. Va acabar amb la derrota francesa la consegüent captura de la ciutat per part de les tropes prussianes, cosa que va portar a la desfeta francesa en la guerra i a la fundació de l'Imperi Alemany, i també a la formació de la Comuna de París.

## Antecedents
La desfeta francesa a la batalla de Sedan va portar als prussians dirigits personalment per Guillem I d'Alemanya junt amb Helmuth von Moltke, a les portes de París. A la ciutat de París el General Louis Jules Trochu, organitzà les tropes, d'uns 400.000 soldats, que havien aconseguit escapar de Sedan sota Joseph Vinoy.
Quan va arribar la notícia a París de la rendició de Napoleó III a la batalla de Sedan, el Segon Imperi Francès va ser enderrocat per una revolta popular a París, que va obligar a proclamar un govern provisional i una Tercera República Francesa pel general Louis-Jules Trochu, Jules Favre i Léon Gambetta el 4 de setembre amb un nou govern que es va anomenar Govern de Defensa Nacional. Després de la victòria alemanya a Sedan, la majoria de l'exèrcit francès estava assetjat a Metz o presoner dels alemanys, que esperaven un armistici i el final de la guerra. Otto von Bismarck volia una pau ràpida, però tenia dificultats per trobar una autoritat francesa legítima amb qui negociar. El Govern de la Defensa Nacional no tenia mandat electoral, l'Emperador era captiu i l'Emperadriu a l'exili, però no hi havia hagut abdicació de dret i l'exèrcit encara estava obligat per un jurament de fidelitat al desaparegut règim imperial.
Favre, en nom del Govern de Defensa Nacional, va declarar el 6 de setembre que França no "cediria ni una polzada del seu territori ni una pedra de les seves fortaleses" i renovant la declaració de guerra va demanar reclutes a totes les parts del país comprometement-se a expulsar les tropes alemanyes de França en una guerra a ultrança. Els alemanys van haver de continuar la guerra atacant París. El 15 de setembre, les tropes alemanyes van arribar als afores de París i Helmuth von Moltke va dictar les ordres de prendre la ciutat.

## Setge

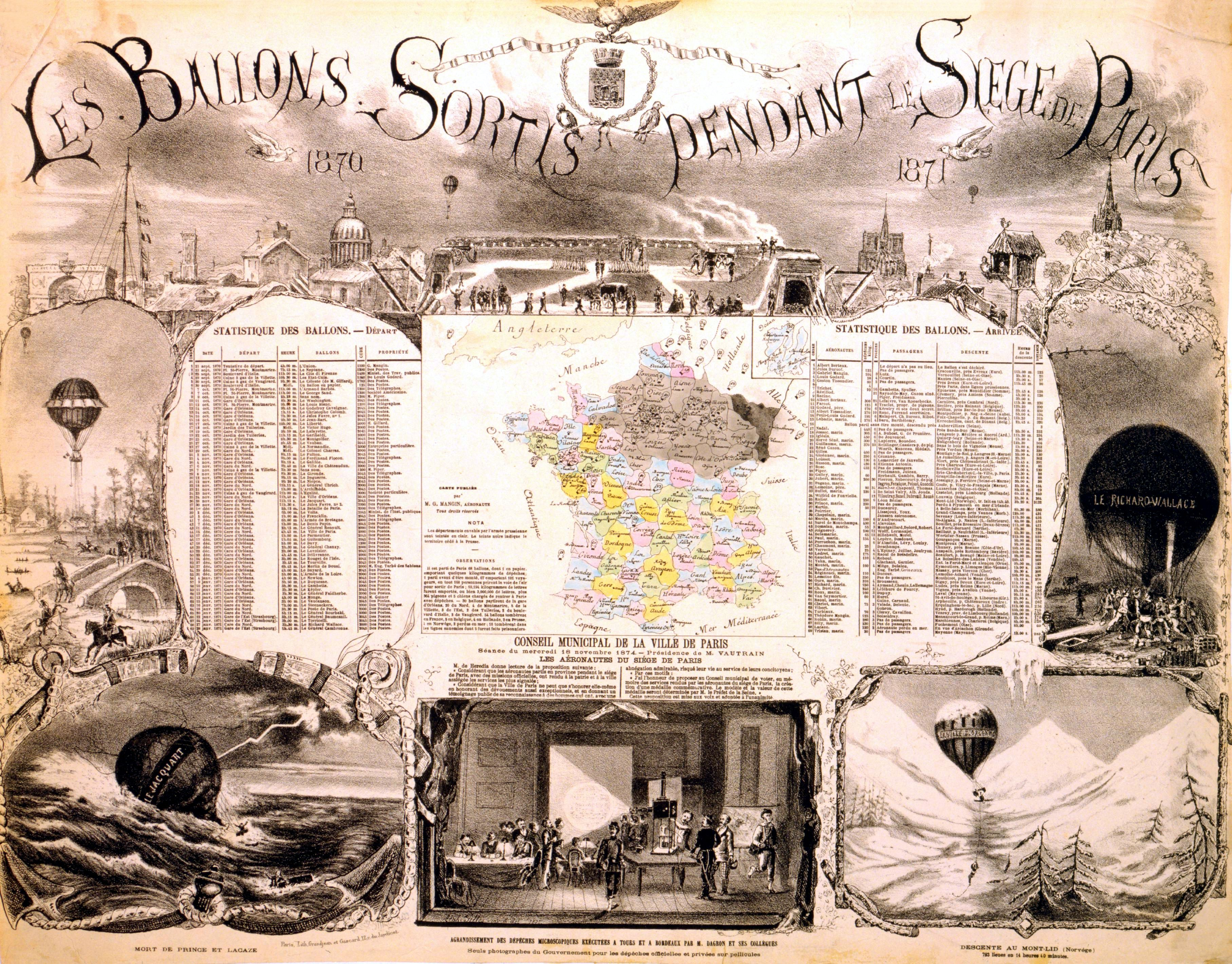
Globus alliberats del Setge

Els exèrcits alemanys ràpidament arribaren a París i el 15 de setembre Moltke va donar ordres per a envoltar la ciutat. El 17 de setembre les forces sota Vinoy atacaren els alemanys prop de Villeneuve-Saint-Georges però van ser obligats a retirar-se el foc d'artilleria. El ferrocarril cap a Orleans estava tallat i el 18 de setembre va ser presa la ciutat de Versalles i finalment va servir com quarter general a Guillem I. El 19 de setembre es va completar l'encerclament i va començar oficialment el setge a París. El responsable de dirigir aquest setge va ser el General (més tard, Mariscal de Camp) Oskar von Blumenthal.
El primer ministre de Prússia, Otto von Bismarck, suggerí bombardejar París per assegurar la ràpida rendició de la ciutat, però l'Alt Comandament alemany no ho va acceptar. Moltke mai no va tenir la intenció d'atacar París. Trochu va permetre Vinoy fer una demostració contra els prussians a l'oest del riu Sena. El 30 de setembre Vinoy atacà Chevilly amb 20.000 soldats i va ser repel·lit pel tercer exèrcit prussià.

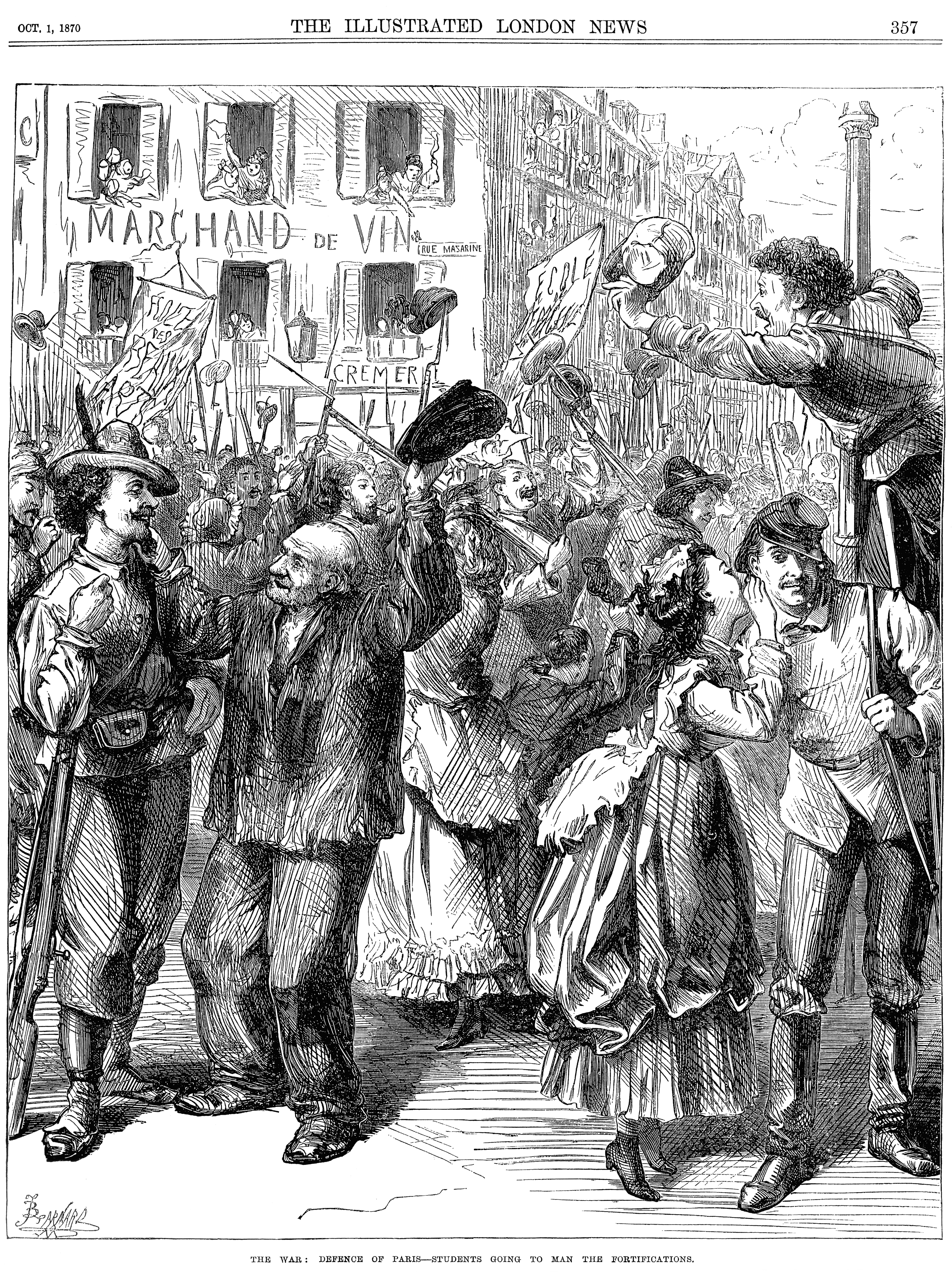
"La Guerra: Defensa de París". De lIllustrated London News de l'1 d'octubre de 1870.

El general Carey de Bellemare comandà les fortaleses més importants al nord de París a Saint-Denis (Sena Saint-Denis). El 29 d'octubre de Bellemare atacà la Guàrdia Prussiana a Le Bourget i prengué la població. A la batalla de Le Bourget els prussians tornaren a capturar la ciutat. Per la notícia de la rendició francesa al Setge de Metz i la desfeta de Le Bourget, la moral de París s'enfonsà. Esperant pujar aquesta moral ciutadana, Trochu va endegar el més gran atac des de París el 30 de novembre. Hi va haver la batalla de Villiers els francesos van tenir èxit en capturar i mantenir la posició a Créteil i Champigny.

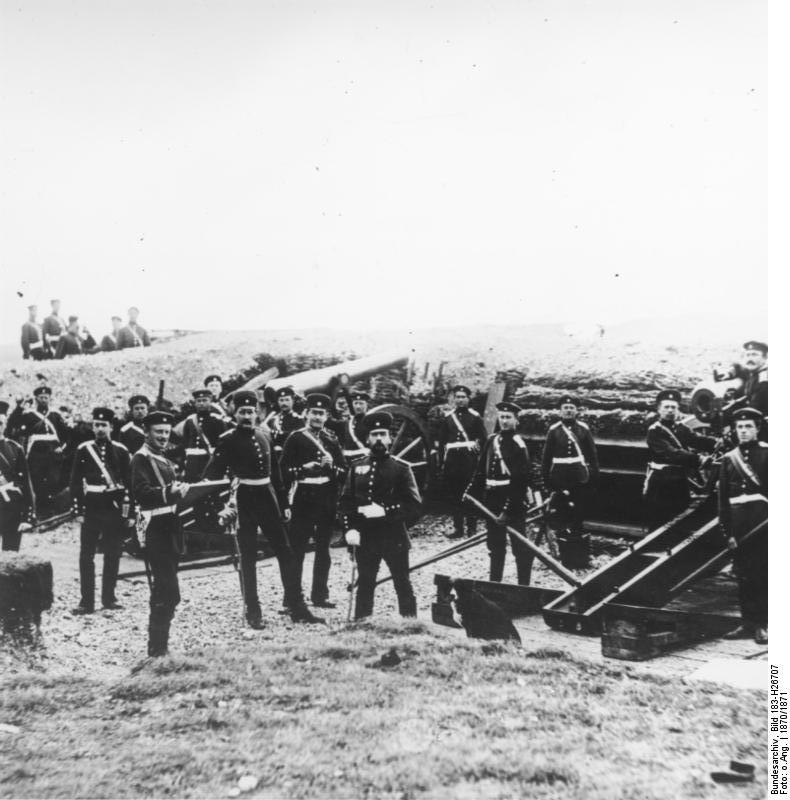
Artilleria prussiana durant el setge

El gener, pel consell de Bismarck, els alemanys van bombardejar París amb unes 12.000 bombes durant 23 nits intentant trencar la moral dels parisencs. Uns 400 hi van resultar morts o ferits però sense gaire efecte en l'esperit de resistència Delescluze va dir que els parisencs van haver de menjar-se qualsevol animal inclosos gossos, gats i rates, fins i tot els dos elefants (Castor i Pòl·lux) del zoològic.

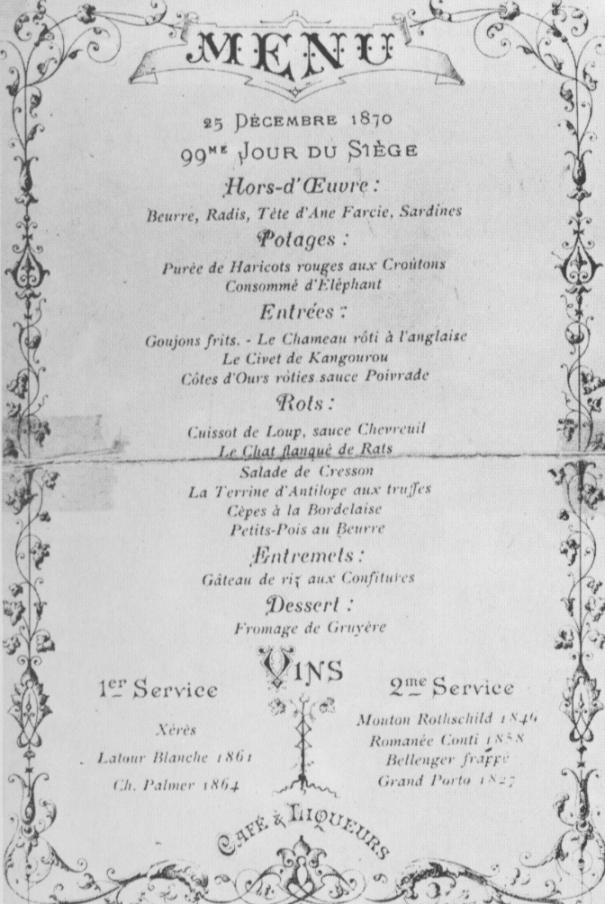
Menú amb tota mena d'animals insòlits del 99è dia del setge

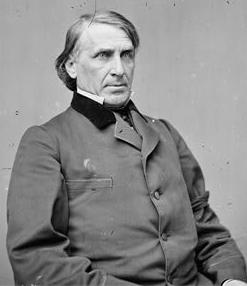
Elihu B. Washburne

Durant el setge, l'únic cap d'una missió diplomàtica que va romandre a París va ser l'ambaixador dels Estats Units a França, Elihu B. Washburne qui va tenir una actuació humanitària.
El 25 de gener de 1871, Guillem I va permetre que Bismarck preparés contra París un gran bombardeig amb canons de gran calibre Krupp. Això va fer que París es rendís el 28 de gener de 1871. París va patir més danys en aquest setge de 1870–1871 que en cap altre conflicte.
Bismarck honorà l'armistici enviant trens d'aliments cap a París i retirant les forces prussianes a l'est de la ciutat, però fent pagar a França la indemnització per aquesta guerra.

## Servei de correus mitjançant globus i coloms

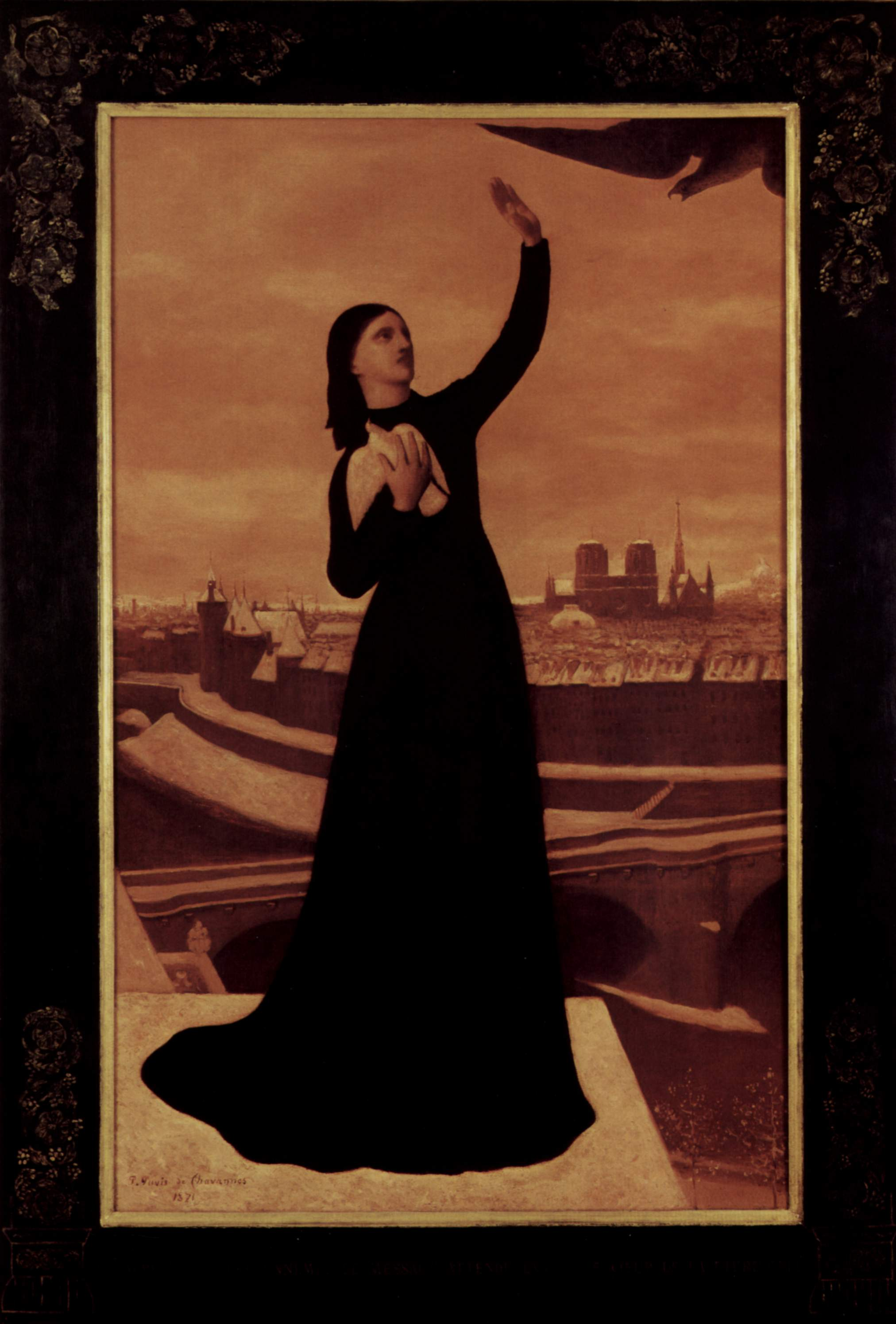
El Colom per Puvis de Chavannes. Musée d'Orsay.

El correu per globus va ser l'únic mitjà de comunicació possible de la ciutat assetjada de París amb la resta de França. L'ús de globus havia estat proposat per Felix Nadar i per Eugène Godard. El primer globus va ser llançat el 23 de setembre i transportava 125 kg de correu, va aterrar a Craconville a 83 km de París.

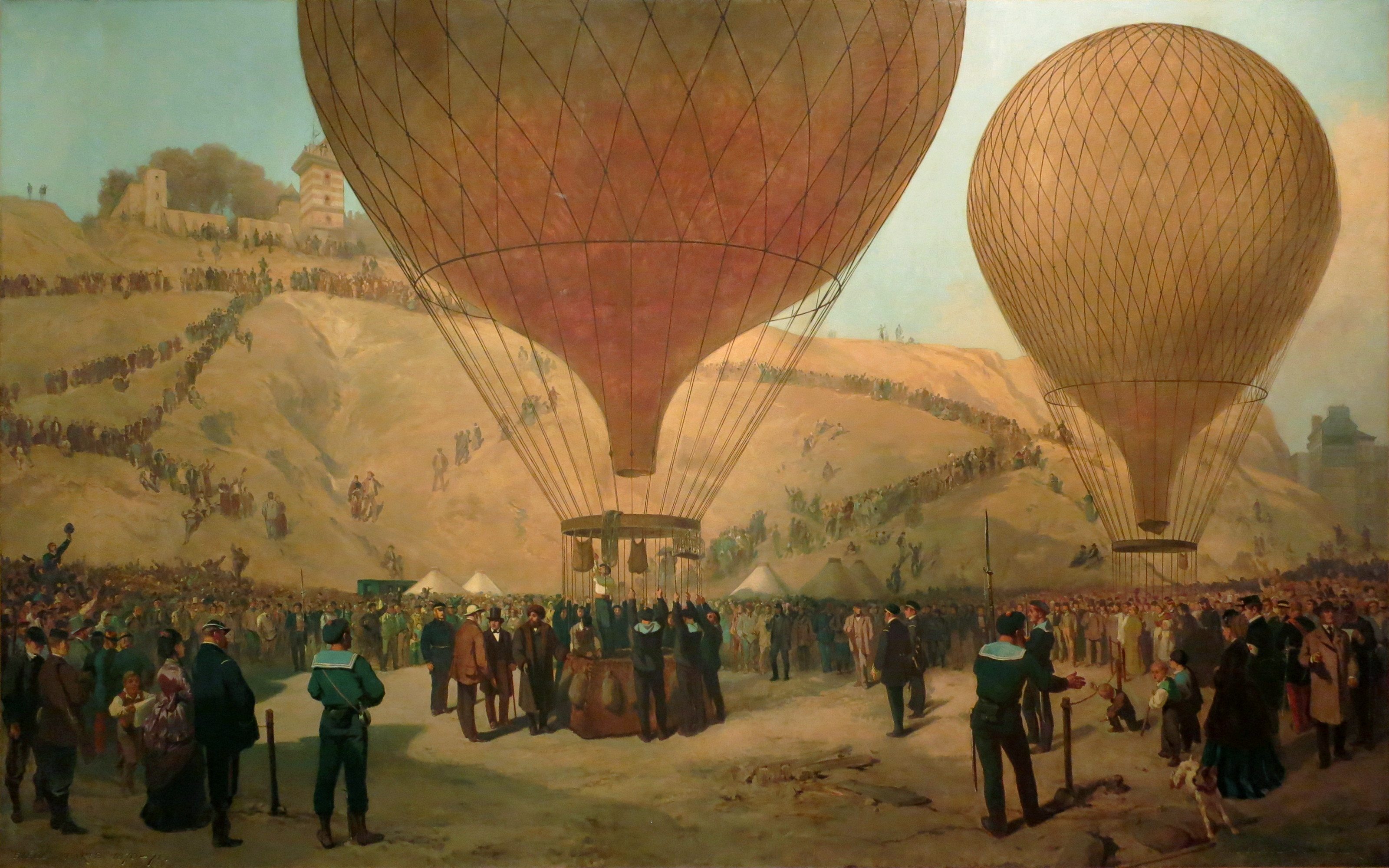
Partida de Leon Gambetta

Alguns globus també portaven passatgers com el ministre de Guerra Léon Gambetta, el 7 d'octubre. Els globus també portaven coloms missatgers.
Inicialment el servei de correus per coloms només es feia servir per a comunicacions oficials, però el 4 de novembre el govern va permetre els missatges privats però limitats a 20 paraules.

## Conseqüències

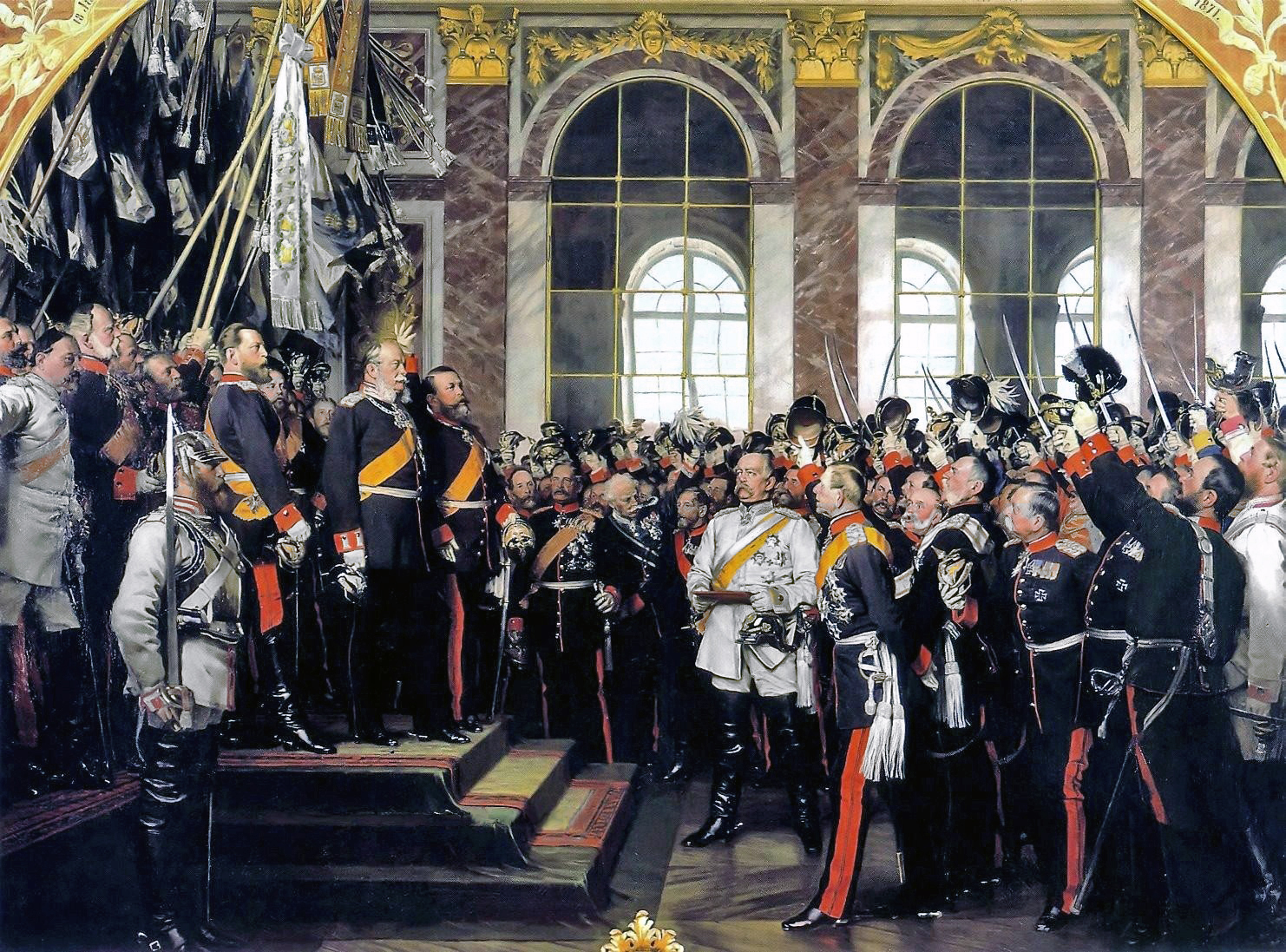
El 18 de gener de 1871 es va proclamar l'Imperi Alemany a la Sala de Miralls del Palau de Versailles, pintura per Anton von Werner.

Després que els prussians obtinguessin la victòria en la guerra, Guillem I va ser proclamat emperador d'Alemanya (amb la qual cosa s'unificaven en un única entitat política els territoris germànics anteriors) al Palau de Versailles. Es va signar el Tractat de Frankfurt el 10 de maig de 1871. Otto von Bismarck va fer que l'Alsàcia i la Lorena passessin a formar part de l'imperi Alemany.
Pel ressentiment, entre altres coses, contra l'establiment a París d'una guarnició militar alemanya, els treballadors de París i els guàrdies nacionals, l'abril-maig de 1871 formaren la Comuna de París i es produí l'aixecament del 18 març de 1871.